# Ian Ling-Stuckey
Pour les articles homonymes, voir Ling.
Ian Ling-Stuckey, né le 27 décembre 1959, est un homme politique papou-néo-guinéen.

## Biographie
Scolarisé dans ce qui est alors le Territoire de Papouasie et Nouvelle-Guinée puis à Brisbane en Australie, il obtient en 1982 une licence en mathématiques appliquées et en planification de l'usage des terres à l'université Griffith. 
Homme d'affaires en Nouvelle-Irlande, il entre au Parlement national en 1997 comme député de Kavieng, avec l'étiquette du Pangu Pati. Il est brièvement ministre des Mines dans le gouvernement de Bill Skate de juillet à décembre 1997, puis ministre du Service public d'avril à octobre 1998, et ministre du Commerce et des Industries d'octobre 1998 à juillet 1999. En 1999 il est fait compagnon de l'ordre de Saint-Michel et Saint-Georges « pour services rendus à la communauté ». En 2002 il est élu gouverneur de la province de Nouvelle-Irlande, fonction qui lui permet par ailleurs de conserver un siège au Parlement national. 
Il quitte la politique nationale en 2007, mais y revient dix ans plus tard, comme député de Kavieng à nouveau - cette fois avec l'étiquette du Parti de l'alliance nationale. Le Premier ministre James Marape le fait ministre du Trésor public en juillet 2019. Devenu membre du Pangu Pati, le parti du Premier ministre, il est reconduit à ce ministère après les élections législatives de 2022. Le 18 janvier 2024, à la suite de pillages et d'incendies criminels mortels à Port-Moresby et à Lae, il est contraint de céder ce ministère au Premier ministre, et est rétrogradé au rang de « ministre assistant le Premier ministre »,,.